# Osieczna (Grande-Pologne)
Pour les articles homonymes, voir Osieczna.
Osieczna (prononciation : [ɔˈɕet͡ʂna], en allemand : Storchnest) est une ville de la Voïvodie de Grande-Pologne et du powiat de Leszno.
Elle est située à environ 10 kilomètres au nord-est de Leszno, siège du powiat, et à 58 kilomètres au sud de Poznań, capitale de la voïvodie de Grande-Pologne.
Elle est le siège administratif de la gmina d'Osieczna.
Elle s'étend sur 4,76 km2.

## Géographie

Plan de la ville.

La ville d'Osieczna est située au sud-ouest de la voïvodie de Grande-Pologne, dans un milieu rural, à la limite de la voïvodie de Basse-Silésie, ainsi qu'avec la région historique de Silésie. Osieczna est à proximité immédiate de Leszno, cinquième plus grande ville de la région.

## Histoire
Osieczna a obtenu ses droits de ville en 1370.

De 1793 à 1920, Storchnest fait partie de l'arrondissement de Fraustadt jusqu'en 1887 puis de l'arrondissement de Lissa dans le district de Posen au sein de la province de Posnanie.
De 1975 à 1998, la ville faisait partie du territoire de la voïvodie de Leszno. Depuis 1999, la ville fait partie du territoire de la voïvodie de Grande-Pologne.

## Monuments
- le château d'Osieczna, situé au bord du lac Łoniewskie, dont l'édifice actuel a été construit à la fin du XIXe siècle ;
- l'église de la sainte Trinité, construite au XVIe siècle ;
- le monastère franciscain et l'église saint Valentin, construite dans un style baroque tardif dans les années 1729 - 1733 ;
- trois moulins en bois, situés près de la route Śrem - Leszno, dont le plus ancien date de 1761, et les deux autres du XIXe siècle.

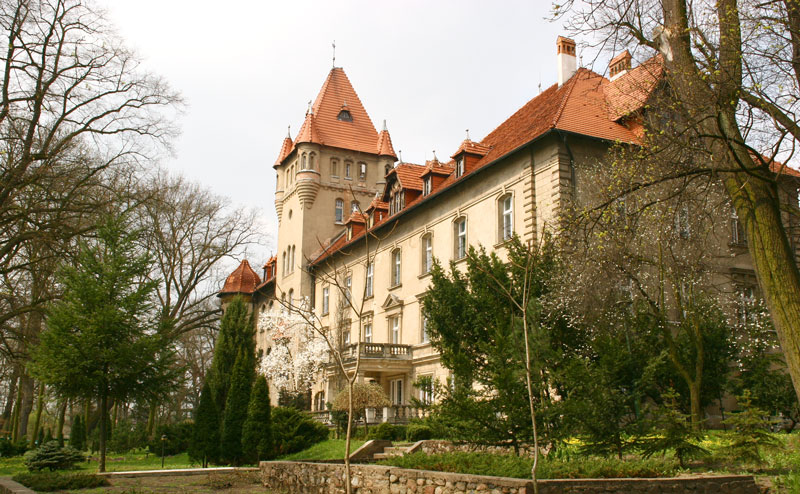
Le château d'Osieczna.
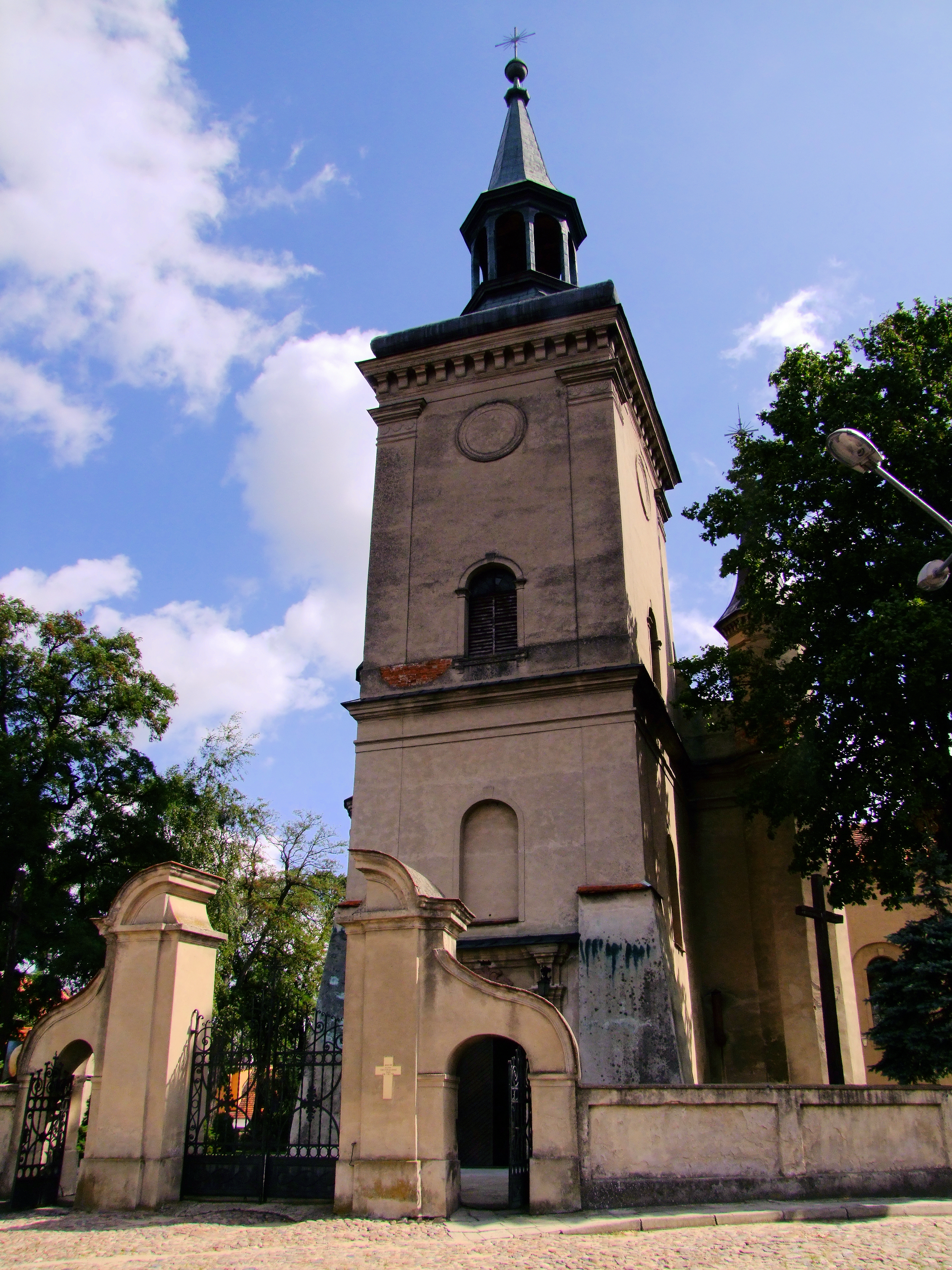
L'église de la sainte Trinité.
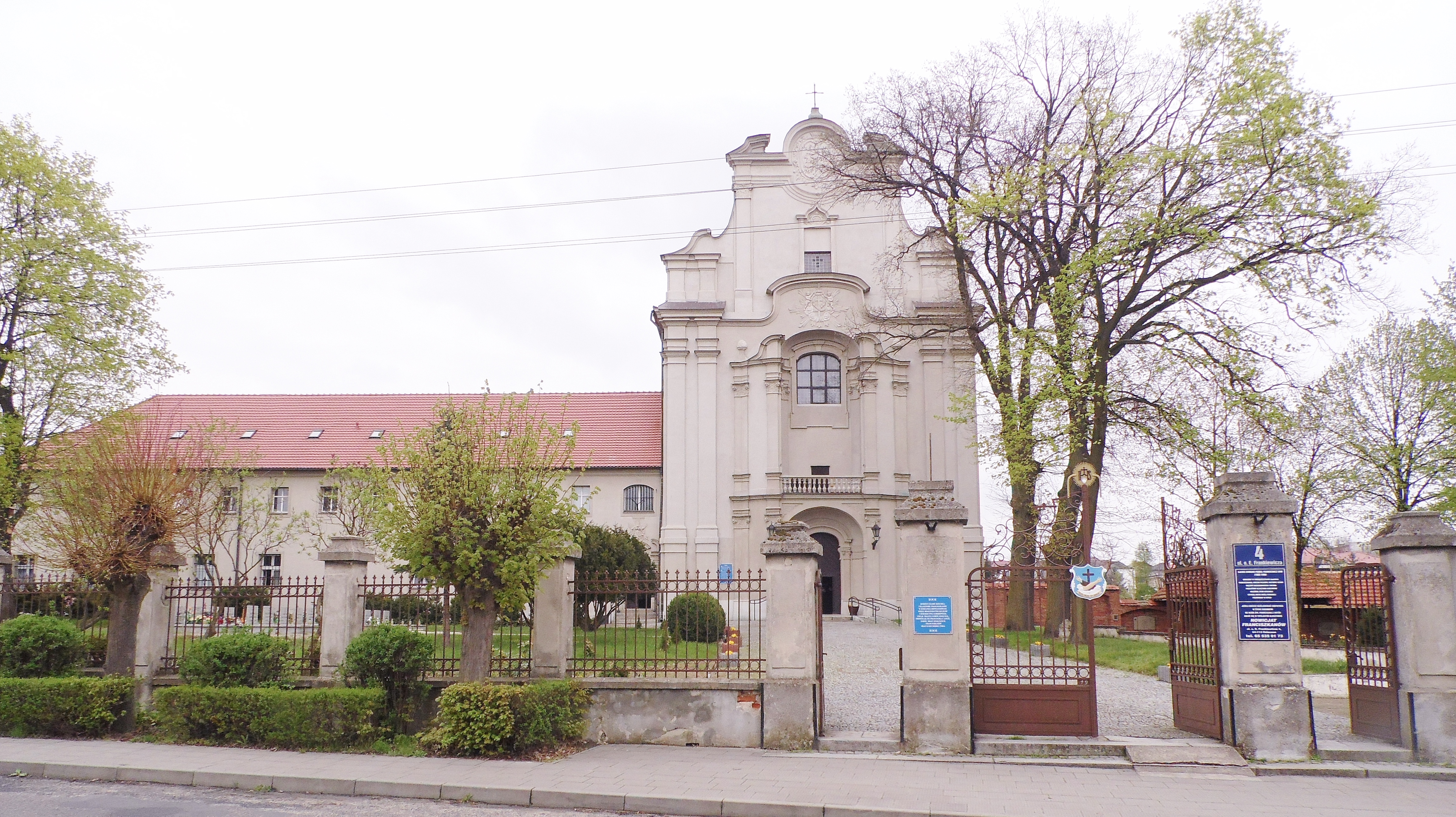
L'église saint Valentin et le monastère franciscain.
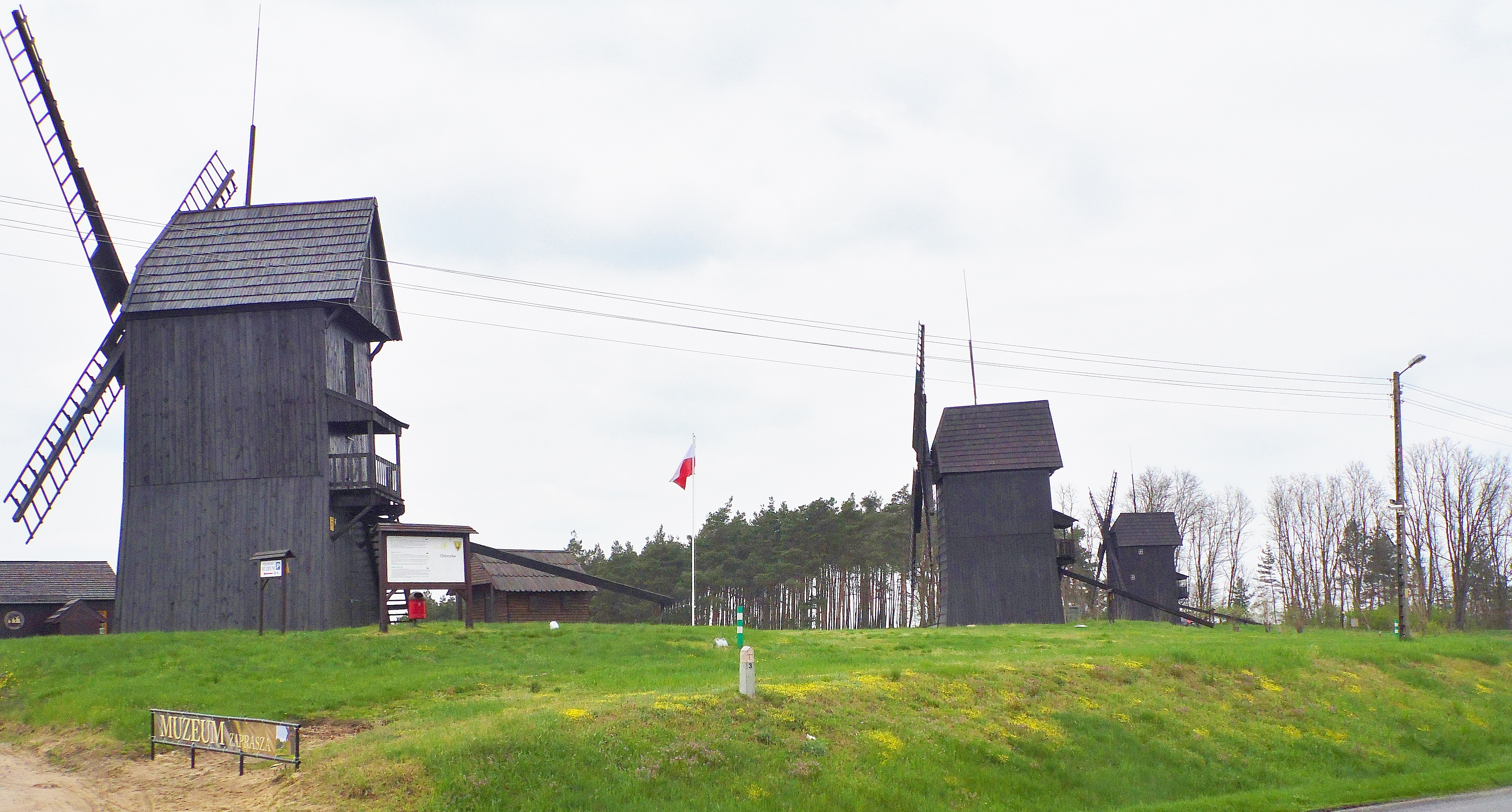
Les moulins en bois.

## Voies de communication
La route voïvodale 432 (pl) (qui relie Września à Leszno) passe par la ville.